# Antonio Venier

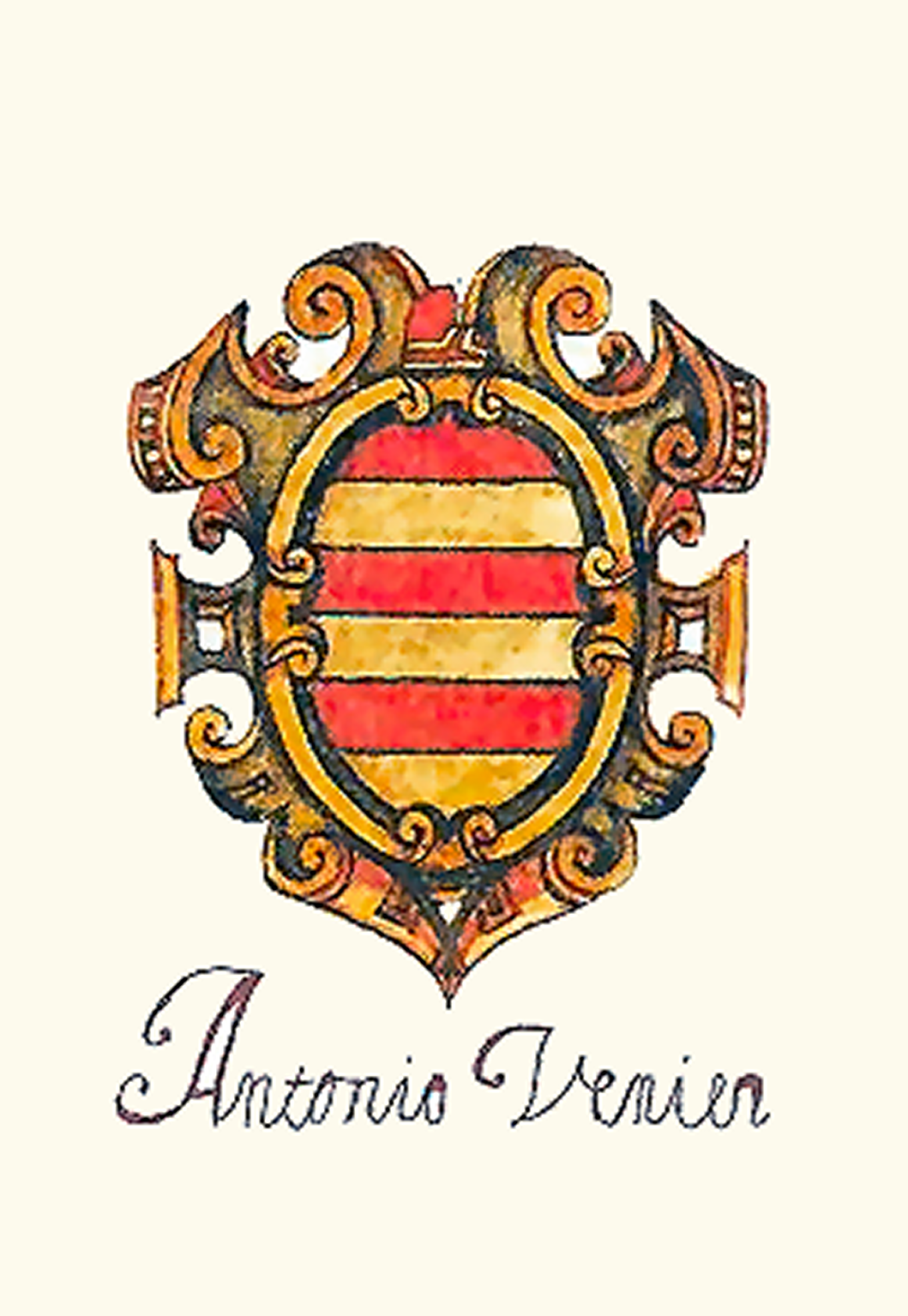
Erb Antonia Venieriho

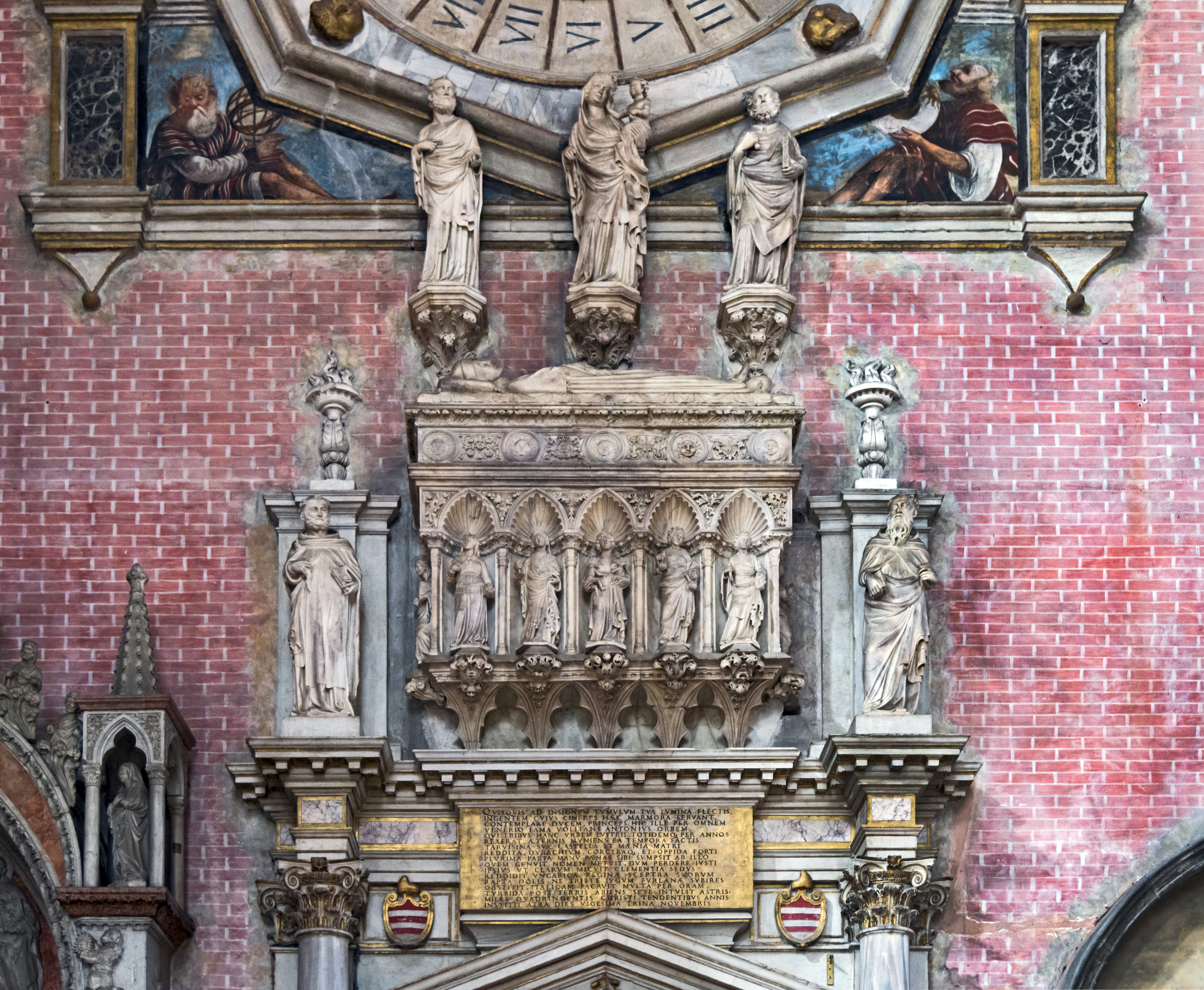
Jeho hrob v Benátkách.

Antonio Venier ( † 23. listopadu 1400) byl dvaašedesátým benátským dóžetem. Za jeho vlády mezi lety 1382 až 1400 došlo k opravě přístavu ve městě Chioggia, který byl zničen za války o Chioggii.

## Rodina
Antonio, Francesco a Sebastiano jsou tři benátská dóžata z rodu Venierů a několik dalších členů působilo jako prokurátoři a admirálové.

## Život
Poslední rok jeho života zastínily problémy se synem Alvisem. Ten byl obviněn z cizoložství a odsouzen do vězení, kde onemocněl a zemřel. Venier upadl do deprese, z které se již nikdy nezotavil. Zemřel 23. listopadu 1400.